# Kelley Kolinske
Kelley Kolinske (* 3. Mai 1992 in San Diego als Kelley Larsen) ist eine ehemalige US-amerikanische Beachvolleyballspielerin.

## Karriere
Kolinske spielte zunächst Hallenvolleyball als Schülerin der heimischen Christian High School und später im Team der Pepperdine University. Seit 2012 spielt sie Beachvolleyball. Von 2014 bis 2018 war Betsi Flint (geb. Metter) ihre Partnerin auf der AVP-Tour und der FIVB World Tour. Kolinske/Flint wurden 2014 Fünfte bei der U23-Weltmeisterschaft in Myslovice. Auf der FIVB World Tour 2017 siegten sie bei den Turnieren in Jiangning und Ulsan.
Von 2018 bis 2021 spielte Kolinske zusammen mit Emily Stockman. Kolinske/Stockman hatten zahlreiche Top-Ten-Platzierungen auf der FIVB World Tour. 2022 gewann sie mit Sara Hughes im April in Itapema das Challenge-Turnier und wurde im Juni Fünfte bei der Weltmeisterschaft in Rom. Außerdem hatten Hughes/Kolinske auf der AVP Tour ausnahmslos Top-Five-Platzierungen und gewannen dabei im August das Turnier in Manhattan Beach. 2023 spielte Kolinske mit Hailey Harward.

## Privates
Kelley Kolinske ist seit 2020 mit dem Beachvolleyballer Billy Kolinske verheiratet. Die beiden haben seit 2024 einen Sohn.